# Enteignender Eingriff
Der enteignende Eingriff ist ein gesetzlich nicht geregeltes Instrument des deutschen Staatshaftungsrechts. Grundlage ist der Eigentumsaufopferungsanspruch der gewohnheitsrechtlich geltenden Regeln der §§ 74, 75 Einleitung des Allgemeinen Landrechts für die Preußischen Staaten (prALR). Da Entschädigungsleistungen aus enteignendem Eingriff subsidiär sind, haben spezialgesetzliche Entschädigungsregelungen stets Vorrang. 
Anwendung findet der enteignende Eingriff bei Sachverhalten, in denen das Eigentum aufgrund rechtmäßigen Verwaltungshandelns – im Gegensatz dazu ist der enteignungsgleiche Eingriff bei rechtswidrigem Verwaltungshandeln indiziert – und durch den Eintritt nicht vorhergesehener Nebenfolgen dieses Verwaltungshandelns derartig stark beeinträchtigt wird, dass es dem betroffenen Eigentümer nicht zumutbar ist, diesen Eingriff entschädigungslos hinzunehmen. Maßgeblich ist die Beeinträchtigung einer durch Art. 14 Grundgesetz (GG) geschützten Rechtsposition. In Abgrenzung dazu liegt bei einer nicht Art. 14 GG betreffenden hoheitlichen Maßnahme die Möglichkeit eines Aufopferungsanspruchs vor.

## Anspruchsvoraussetzungen
Kennzeichnend für den enteignenden Eingriff ist, dass die Haftung nicht auf dem rechtmäßigen Verwaltungshandeln selbst fußt, sondern auf den sich aus diesem rechtmäßigen Handeln weiterentwickelnden unzumutbaren Belastungen des betroffenen Eigentümers. Voraussetzung für die Geltendmachung von Ersatz des entstandenen Schadens nach Maßgabe des enteignenden Eingriffs ist, dass ein rechtmäßiger hoheitlicher Eingriff in eine Eigentumsposition im Sinne des Art. 14 Abs. 1 Satz 1 GG vorliegt, die sich für den Betroffenen als Sonderopfer in seiner rechtlich geschützten Position darstellt. 

### Hoheitliche Maßnahme
Damit ein Anspruch aus dem enteignenden Eingriff geltend gemacht werden kann, muss ein Eingriff durch ein aktives hoheitliches Handeln erfolgt sein. Somit kommen als Hauptanwendungsfälle solche in Betracht, die durch einen Realakt hervorgerufen werden. Beispiel: So findet der enteignende Eingriff beispielsweise Anwendung für den Fall, dass auf Grundlage eines Bebauungsplans Straßenbauarbeiten ausgeführt werden, welche für sich genommen zwar rechtmäßig erfolgen, dabei aber zu Verkehrsbehinderungen führen und auf Seiten der an der betroffenen Straße anliegenden Gewerbebetrieben zu eklatanten Umsatzeinbußen führen, weil die erforderliche Laufkundschaft ausbleibt. Zwar ist die hoheitliche Maßnahme (hier städtische Baumaßnahme) zu sehen, rechtmäßig, da durch einen Bebauungsplan gedeckt, doch stellt sie einen nicht hinnehmbaren Eingriff in den eingerichteten und ausgeübten Gewerbebetrieb dar.
Greift die Verwaltung mittels rechtmäßigen Verwaltungsakts final in das Eigentum des Betroffenen ein, liegt eine Administrativenteignung nach Art. 14 Abs. 3 Satz 2 Alt. 2 GG vor, die nach den grundsätzlichen Regeln der Junktimklausel zu entschädigen ist. Anders lauten heute die Regeln bei rechtswidrigen Verwaltungsakten, denn seit dem Nassauskiesungsbeschluss des Bundesverfassungsgerichts wird nicht mehr unter den Voraussetzungen des enteignungsgleichen Eingriffs entschädigt. Vielmehr muss sich der betroffene Eigentümer gegen die eigentumsbeschränkende Maßnahme selbst wenden.

### Unmittelbarkeit
Von der Unmittelbarkeit der streitgegenständlichen Maßnahme ist auszugehen, wenn schädigende Auswirkungen des eingreifenden Verwaltungshandelns vorliegen, die für die konkrete Betätigung der Verwaltung typisch sind und aus der Eigenart der hoheitlichen Maßnahme (Verwaltungsakt, Realakt) folgen. Kausalzusammenhang muss zwischen dem Verwaltungshandeln und der Eigentumsbeeinträchtigung bestehen. Von einem unmittelbaren Eingriff ist also auszugehen, wenn keine weiteren Ursachen vorliegen oder wenn durch das Handeln des Hoheitsträgers eine Gefahrenlage begründet wurde und der eingetretene Schaden der hoheitlichen Maßnahme entspricht.

### Sonderopfer
Das Verwaltungshandeln muss zu einer Beeinträchtigung der geschützten Eigentümerposition geführt haben, die dem Betroffenen ein Sonderopfer abverlangt. Vom Vorliegen eines solchen Sonderopfers ist auszugehen, wenn in die geschützte Eigentumsposition des Betroffenen nach Dauer, Art, Intensität und Auswirkung schwer und unerträglich eingegriffen wurde. Hierfür gilt jedoch, dass die Opfergrenze anhand der Umstände des jeweiligen Einzelfalls zu bewerten ist. Somit ist vom Vorliegen eines Sonderopfers auszugehen, wenn durch die rechtmäßige Maßnahme mehr eingegriffen wird, als sich aus den das Eigentum regelnden und begrenzenden Gesetzen ergibt. Für die Ermittlung eines solchen Sonderopfers wurden durch den Bundesgerichtshof und das Bundesverwaltungsgericht verschiedene Theorien entwickelt. Der Bundesgerichtshof hat insbesondere die Sonderopfertheorie durch den Begriff der Situationsgebundenheit ergänzt und fortentwickelt. Das Bundesverwaltungsgericht stützt sich in ständiger Rechtsprechung auf die Schweretheorie, die insbesondere auf die Schwere und Tragweite der Eigentumsbeeinträchtigung abzielt.

## Rechtsfolge
Die Rechtsfolgen werden aus dem Enteignungsrecht hergeleitet. Die Entschädigungsansprüche gehen auf Geldersatz. Ausnahmsweise kann die Entschädigung, sofern vom Kontext indiziert, auch durch Stellung eines gleichwertigen Grundstücks erfolgen. Ansonsten sind die gleichen schadensrechtlichen Voraussetzungen wie im Zivilrecht zu prüfen, insbesondere Mitverschulden im Sinne von § 254 BGB. Ausgenommen sind nach ständiger Rechtsprechung Schmerzensgeldansprüche.

## Rechtsweg
Der Entschädigungsanspruch aus dem enteignenden Eingriff ist wegen des Aufopferungscharakters (§ 40 Abs. 2 Satz 1 VwGO) vor den Zivilgerichten geltend zu machen. Teilweise wird dies in der Literatur bestritten.